# دنیل کوردون
دنیل کوردون (انگلیسی: Daniel Cordone؛ زادهٔ ۶ ژانویهٔ ۱۹۷۴) بازیکن فوتبال اهل آرژانتین است.
از باشگاه‌هایی که در آن بازی کرده‌است می‌توان به باشگاه فوتبال آرژانتینوس جونیورز، باشگاه فوتبال ولز سارسفیلد، باشگاه ورزشی سن لورنسو آلماگرو، باشگاه فوتبال راسینگ کلوب آویاندا، و باشگاه فوتبال نیوکاسل یونایتد اشاره کرد.